# Ichneumon niger
Ichneumon niger är en stekelart som beskrevs av Giovanni Antonio Scopoli 1786. Ichneumon niger ingår i släktet Ichneumon och familjen brokparasitsteklar. Inga underarter finns listade i Catalogue of Life.